# 卤米松
卤米松是一种皮質類固醇，可用于治疗银屑病以及非感染性急性湿疹皮炎类皮肤病。